# Кухаренко, Александр (легкоатлет)
Александр Кухаренко (род. 7 марта 1987) — молдавский легкоатлет, специалист по прыжкам в длину. Выступал на профессиональном уровне в 2004—2015 годах, победитель и призёр ряда крупных международных турниров, многократный чемпион Молдавии, действующий рекордсмен страны в помещении.

## Биография
Александр Кухаренко родился 7 марта 1987 года.
Впервые заявил о себе в лёгкой атлетике на международном уровне в сезоне 2004 года, когда вошёл в состав молдавской сборной и выступил во Второй лиге Кубка Европы в Нови-Саде, где в зачёте прыжков в длину стал седьмым.
В 2005 году выиграл чемпионат Молдавии в Кишинёве в прыжках в длину, впоследствии ещё пять раз становился национальным чемпионом в данной дисциплине. Прыгал в длину и тройным на юниорском европейском первенстве в Каунасе, в обоих случаях в финал не вышел. Позднее на юниорском первенстве Балкан в Катерини в тех же дисциплинах завоевал серебряную и бронзовую награды соответственно.
Был заявлен в тройном прыжке на юниорском мировом первенстве 2006 года в Пекине, но в итоге на старт здесь не вышел.
В 2011 году прыгал в длину на чемпионате Европы в помещении в Париже, взял бронзу на чемпионате Балкан в Сливене.
В феврале 2012 года на зимнем чемпионате Молдавии в Кишинёве превзошёл всех соперников в прыжках в длину, установив при этом ныне действующий национальный рекорд в помещении — 8,09 метра. Участвовал в чемпионате мира в помещении в Стамбуле и в чемпионате Европы в Хельсинки. Занял четвёртое место на чемпионате Балкан в Эскишехире.
В 2013 году среди прочего показал седьмой результат на чемпионате Балкан в Стара-Загоре.
В 2014 году закрыл десятку сильнейших на чемпионате Балкан в Питешти.
В 2015 году отметился выступлением на Европейских играх в Баку — в программе прыжков в длину с результатом 6,48 занял итоговое 13-е место. По окончании сезона завершил спортивную карьеру.